# 长崎县旗
长崎县旗（日语：／ Nagasaki ken ki）是日本的47面都道府县旗之一。该条目是对长崎县旗以及长崎县章（日语：／）的解说。

## 概要
长崎县过去长期使用被称为“鹤型标记”的县章，1991年4月1日，长崎新制定了现在使用的县章。伴随着县章的变更，新的旗也于1991年8月30日制定。
县章是字母“N”与象征和平的鸽子形象的变形。水色的地球型代表了明丽的天空与大海，同时形如地球，也是长崎县国际性的表现。
另外，还有一种带有“长崎县”三字的县旗，（大分县也有相同的情况）。而正式确立的只有上述的县旗，（即没有文字的县旗）。

## 照片

1991年之前代用的县职员旗[1]
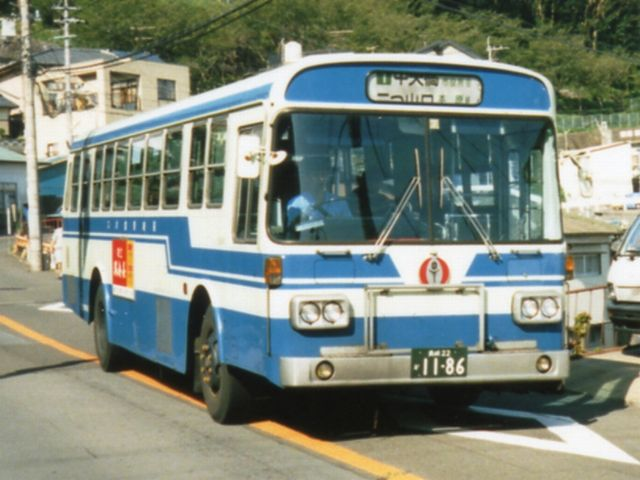
长崎县交通局的公交车（1993年8月摄）。车体正面仍然是旧县章（即鹤型标记）

## 脚注
1. ↑  『週刊朝日百科 世界の地理』別冊 「世界の国旗 日本の県旗」（朝日新聞社、1984年）